# Mühldorf–Freilassing-vasútvonal
A Mühldorf–Freilassing-vasútvonal egy normál nyomtávolságú, egyvágányú, nem villamosított vasútvonal Németországban Mühldorf am Inn és Freilassing között. A vasútvonal hossza 65,6 km.